# Saturnino Laspiur
Saturnino María Laspiur (San Juan, Argentina, 15 de octubre de 1829-Buenos Aires, 26 de agosto de 1885) fue un abogado y político argentino que ejerció como diputado, senador, juez de la Corte Suprema de Justicia y ministro del interior de su país.

## Biografía
Hijo de un ministro del caudillo Nazario Benavídez, se recibió de abogado en 1850 en la Universidad de Córdoba.
De regreso a San Juan, se unió al partido unitario; tras la batalla de Caseros, participó en la revolución que derrocó a Benavídez, y precedió a los diputados nombrados por los revolucionarios, Antonino Aberastain y Domingo Faustino Sarmiento, al Congreso Constituyente de Santa Fe. Allí se enteró de que Benavídez había sido repuesto en su cargo, y que los dos líderes unitarios habían sido reemplazados. Estos se alejaron, pero Laspiur consiguió ser nombrado secretario del Congreso.
En 1854 fue elegido diputado nacional por su provincia. Desde Paraná, capital provisoria de la Confederación Argentina, apoyó la revolución contra el gobernador Benavídez, y ayudó a su tío, Manuel José Gómez Rufino, a llegar al gobierno. Este lo nombró su ministro de gobierno en noviembre de 1857.
Cuando Benavídez fue asesinado en la prisión, la intervención federal lo envió preso a Paraná, donde fue enjuiciado por su participación en el asesinato. Rechazó una autorización del ministro —y futuro presidente— Santiago Derqui para recuperar la libertad y exiliarse a Montevideo, ya que este pretendía que aceptara haber participado en el asesinato. Tras la firma de la paz con el Estado de Buenos Aires en el Pacto de San José de Flores, fue puesto en libertad en junio de 1860.
Instalado en Buenos Aires, apoyó la revolución que terminó con la muerte del gobernador José Antonio Virasoro; y envió ayuda económica al gobierno de Aberastain. Cuando este fue derrotado y muerto, se unió a la campaña de la prensa porteña contra los asesinos de este, olvidando las muertes de Benavídez y Virasoro que había aplaudido.
Después de la batalla de Pavón fue secretario del coronel doctor Marcos Paz en su avance hacia el interior, en que derribó varios gobiernos federales y ubicando en su lugar gobiernos unitarios. En marzo de 1862 fue nombrado ministro de gobierno de uno de esos gobiernos, el del cordobés Justiniano Posse.
En abril de 1863 fue elegido senador nacional, en reemplazo de Guillermo Rawson, que había pasado a ser ministro del interior. Pero en noviembre de ese mismo año fue nombrado juez federal de Córdoba. Fue miembro de la comisión reformadora de la constitución cordobesa. Por muchos años fue profesor de derecho en la Universidad de esa provincia.
En septiembre de 1875 fue nombrado juez de la Corte Suprema de Justicia de la Nación. Se destacó en ese cargo por utilizar cierta independencia de criterio respecto a los demás ministros, demasiado dependientes de los criterios del gobierno.
En abril de 1878 fue nombrado Ministro del Interior por el presidente Nicolás Avellaneda, para lo cual pidió una licencia en la Corte Suprema. Durante su gestión aumentaron los conflictos con el gobierno porteño de Carlos Tejedor, sin que Laspiur pudiera evitarlo. Para intentar frenar la escalada bélica, fue reemplazado en agosto de 1879 por el expresidente Sarmiento.
Regresó a su puesto en la Corte Suprema. Simultáneamente, varios grupos lo nombraron candidato oficial a la presidencia de la Nación. Pero el éxito militar de Julio Argentino Roca en la Conquista del Desierto y su evidente ambición presidencial lo convencieron de renunciar a la candidatura.
Falleció en Buenos Aires en agosto de 1885.